# Noel Campbell
Noel Campbell (ur. 11 grudnia 1949 w Dublinie, zm. 13 czerwca 2022 tamże) – irlandzki piłkarz występujący na pozycji pomocnika. Trener piłkarski.

## Kariera klubowa
Campbell karierę rozpoczynał w 1966 roku w zespole St. Patrick’s Athletic. W 1971 roku przeszedł do niemieckiej Fortuny Kolonia, grającej w Regionallidze. W sezonie 1972/1973 awansował z nią do Bundesligi. Zadebiutował w niej 11 sierpnia 1973 w przegranym 1:3 meczu z Borussią Mönchengladbach. W sezonie 1973/1974 zajął z Fortuną 17. miejsce i spadł z nią do 2. Bundesligi. W Fortunie Campbell grał do końca sezonu 1977/1978.
Potem występował jeszcze w irlandzkim Shamrock Rovers. W sezonie 1981/1982 wywalczył z nim wicemistrzostwo Irlandii, po czym zakończył karierę.

## Kariera reprezentacyjna
W reprezentacji Irlandii Campbell zadebiutował 30 maja 1971 w przegranym 1:4 meczu eliminacji Mistrzostw Europy 1972 z Austrią. W latach 1971–1977 w drużynie narodowej rozegrał 11 spotkań.